# Polská Spiš
Polská Spiš (polsky Polski Spisz, slovensky Poľský Spiš) je část uherské župy Spiš, která je od roku 1920 součástí Polska. V letech 1939 až 1945 byla součástí Slovenského státu. V rámci Polska je součástí Malopolského vojvodství. V oblasti žije slovenská menšina. Rozloha Polské Spiše je 195,5 km².

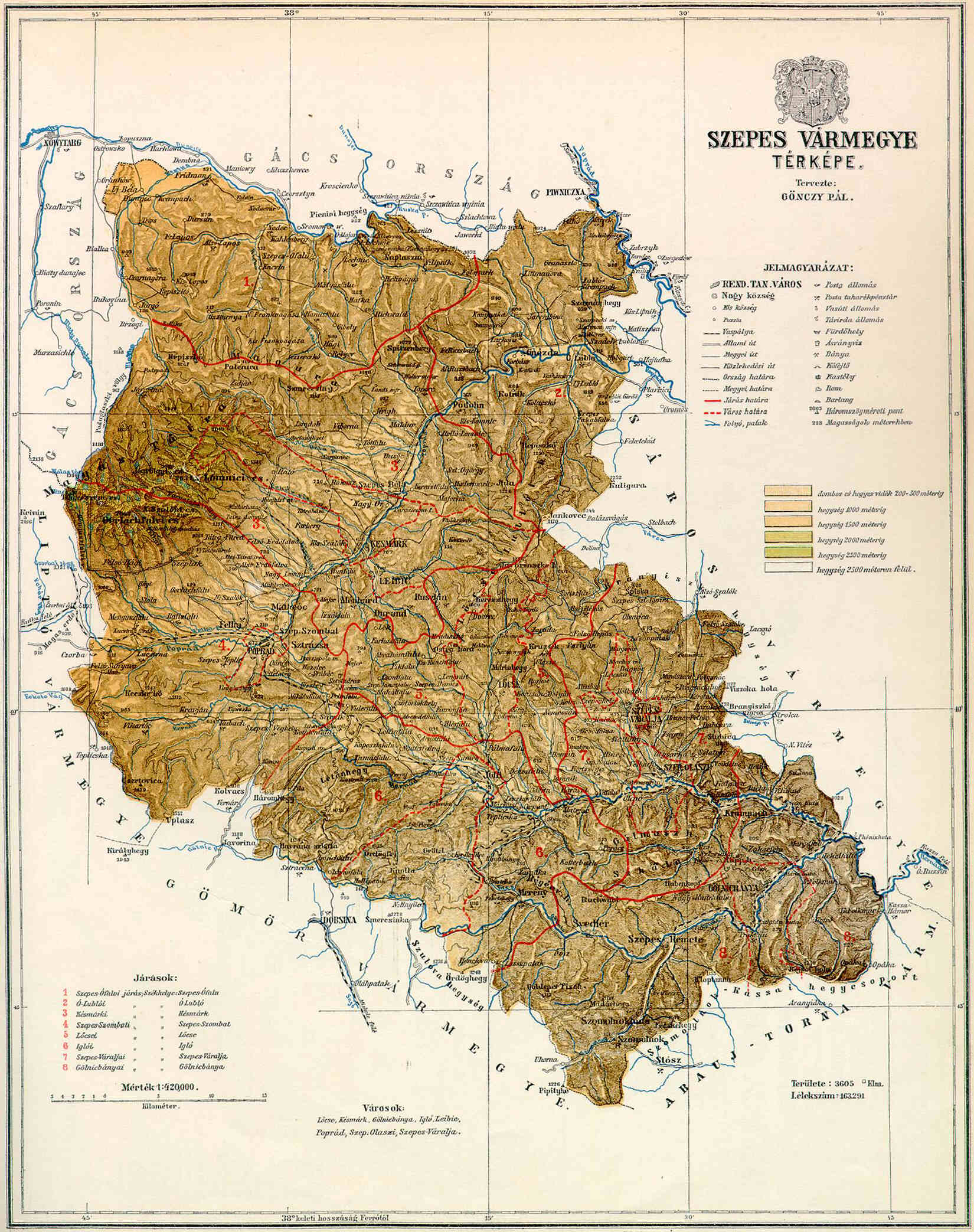
Spišská župa v Uhersku
Polská mapa Polské Spiše
Slovenská mapa Polské Spiše

## Geografické vymezení
Polská Spiš je z jihu a východu ohraničená slovensko-polskou hranicí, ze západu a severu Bělovodským potokem a ze severovýchodu řekou Dunajec (dnes včetně nově vybudované přehrady).

## Dějiny

Tzv. Linie Dmowského, ukazující polské územní požadavky vznesené na Pařížské mírové konferenci v roce 1919

Po skončení první světové války požadovalo Polsko připojení severní části uherské župy Spiše ke svému území. Toto území současně nárokovalo Československo. Oblast se stala předmětem československo-polského územního sporu. Rozhodnutím mezinárodní velvyslanecké konference z 28. července 1920 byla Spiš proti vůli svých obyvatel rozdělena a území dnešní Polské Spiše připadlo Polsku, které ihned započalo s násilnou polonizací
V rámci delimitace československo-polské hranice ve sporném území vypukl spor o Javorinu, který skončil až u Rady Společnosti národů, která 17. prosince 1923 podpořila československé stanovisko a Javorina zůstala v celém svém katastru součástí Československa.
V souvislosti s mnichovským diktátem Polsko v roce 1938 znovu vzneslo územní požadavky vůči Československu. Po předložení polského ultimáta a útoku místních obyvatel kameny na pracovníky polské delegace v Oravském Podzámku započalo jednostranné obsazování sporného území polskou armádou, v rámci kterého došlo k ozbrojenému střetu československé a polské armády na Javorině. Tato fáze sporu skončila připojením Javoriny k Polsku.
V roce 1939 vyhlásilo Slovensko samostatnost a po zahájení německé invaze do Polska jeho jednotky 2. září 1939 toto historicky slovenské území obsadily, přičemž důvodem k obsazení byla žádost obyvatel regionu. Po porážce Polska bylo celé území Polské Spiše připojeno ke Slovensku.
17. července 1945 se hranice vrátily do předmnichovské podoby, ve které se staly 1. ledna 1993 i hranicemi slovensko-polskými. Hned po 17. červenci 1945 obnovilo Polsko útlak zdejších Slováků ve snaze celou oblast polonizovat. Násilně odstranili všechny slovenské učitele a kněze a vše připomínající slovenskou kulturu. Proti poloninizaci nezakročil ani papež Jan Pavel II., sám rodilý Polák, který odmítl povolit zdejšímu obyvatelstvu slovenskou liturgii.